# Estación de Codeçoso
La Estación Ferroviaria de Codeçoso, igualmente conocida como Estación de Codeçoso, es una plataforma desactivada de la línea del Támega, que servía a la localidad de Codeçoso, en el ayuntamiento de Celorico de Basto, en Portugal.

## Historia

### Construcción e inauguración
Las obras de construcción entre Chapa y Celorico de Basto de la línea del Támega, donde esta estación se encuentra, comenzaron en octubre de 1929; este tramo fue inaugurado el 20 de marzo de 1932, por la Compañía de los Ferrocarriles del Norte de Portugal. Cuando el comboi inaugural, que transportó a los invitados a la ceremonia, en Celorico de Basto, pasó por esta estación, fue aclamado por la multitud.
Después de su inauguración, esta plataforma pasó a prestar servicios completos, internos y combinados, en los regímenes de pequeña y gran velocidad.

### Cierre
En 1990, el tramo entre Amarante y Arco de Baúlhe, donde esta plataforma se encontraba, fue cerrado.